# 마쓰모토 야마가 FC
마쓰모토 야마가 풋볼 클럽(일본어: 松本山雅フットボールクラブ)은 나가노현, 마쓰모토시에 위치한 일본의 축구 클럽이다. 구단의 상징은 뇌조이며, 구단의 별칭 또한 뇌조의 영문 명칭인 Ptarmigans 혹은 그것을 줄인 Gans이다.

## 역사
1965년 나가노현을 대표하는 축구 선수들이 마쓰모토역앞 야마가 카페에 모여 축구단 창단을 도모하였고, "야마가 클럽"이 탄생했다. 2004년 비영리 단체 알윈 스포츠 프로젝트의 후원으로 J리그 참가가 확정되면서, 팀명은 "마쓰모토 야마가 FC"로 변경되었다.
2007년 호쿠신에쓰 축구 리그에서 1위를 차지했으나, 전국 지역 축구 리그 결승 대회에 불참함에 따라 JFL로 승격하지는 못했다. 2008년 천황배 3라운드에서 쇼난 벨마레를 꺾는 이변을 연출하기도 했다.
2009년 천황배에서는 2라운드에서 우라와 레드 다이아몬즈를 꺾는 대이변을 연출하였다. 또한 당년에는 전국 사회인 축구 선수권 대회와 전국 지역 축구 리그 결승 대회에서 우승하며, 2010시즌 JFL로의 승격이 확정되었다. 3부 리그로서의 첫해인 2010년 구단은 7위를 달성하였다.
2011년 마쓰모토 야마가는 4위를 기록하며 J리그 디비전 2로의 승격이 확정되었다. 3년뒤 구단은 역사상 최초로 일본 최상위 리그인 J1리그로의 승격에 성공하여 2015시즌 J1리그에서 활약하였으나 한 시즌만에 강등되었다.
2018시즌 J2리그에서 우승하여 2019시즌부터 다시 J1리그에서 활약하게 되었다.

## 라이벌
마쓰모토 야마가의 최대 라이벌은 호쿠신에쓰 축구 리그에서 맞붙은 나가노 파르세이루이다. 이들의 맞대결은 신슈 더비라고 불린다.

## 선수 명단

### 1군 선수단
2020년 1월 7일 기준

참고: FIFA 자격 규정에 따라 소속된 국가대표팀 국기를 표시합니다. 선수는 복수의 FIFA 비회원국 국적을 가지고 있을 수 있습니다.
| 번호 | 포지션 | 국적 | 이름              |
| ---- | ------ | ---- | ----------------- |
| 1    | GK     |      | 후지시마 에이스케 |
| 3    | DF     |      | 다나카 하유마     |
| 4    | DF     |      | 이이다 마사키     |
| 5    | MF     |      | 이와마 유다이     |
| 6    | DF     |      | 안도 준           |
| 7    | MF     |      | 다케이 다쿠야     |
| 8    | FW     |      | 세르지뉴          |
| 9    | FW     |      | 다카사키 히로유키 |
| 10   | MF     |      | 구도 고헤이       |
| 11   | FW     |      | 미시마 고헤이     |
| 13   | DF     |      | 고토 게이타       |
| 14   | MF     |      | 파울리뉴          |
| 15   | MF     |      | 미야사카 마사키   |
| 17   | DF     |      | 지에구            |

| 번호 | 포지션 | 국적 | 이름              |
| ---- | ------ | ---- | ----------------- |
| 18   | DF     |      | 도마 다케후미     |
| 19   | FW     |      | 야마모토 히로키   |
| 20   | MF     |      | 이시하라 다카요시 |
| 21   | GK     |      | 스즈키 도모유키   |
| 22   | DF     |      | 호시하라 겐타     |
| 23   | MF     |      | 오카모토 도모타카 |
| 24   | DF     |      | 나스카와 마사히로 |
| 25   | MF     |      | 시치 다카아키     |
| 26   | FW     |      | 오카 요시키       |
| 27   | MF     |      | 시바타 류타로     |
| 28   | DF     |      | 다니오쿠 겐시로   |
| 30   | GK     |      | 고동민            |
| 31   | DF     |      | 하시우치 유야     |
| 33   | DF     |      | 야스카와 유       |

## 역대 감독
| 감독              | 임기    |
| ----------------- | ------- |
| 가라시마 게이쥬   | 2005–07 |
| 요시자와 히데오   | 2008–11 |
| 가토 요시유키     | 2011    |
| 소리마치 야스하루 | 2012–19 |

## 우승 기록

### 일본 국내 대회
- 호쿠신에쓰 축구 리그

우승 (2): 1985, 2007
- 호쿠신에쓰 축구 리그 2부

우승 (1): 2005
- 전국 사회인 축구 선수권 대회

우승 (1): 2009
- 전국 지역 축구 리그 결승 대회

우승 (1): 2009